# Volgamenti járás
A Volgamenti járás (oroszul Приволжский муниципальный район) Oroszország egyik járása az Asztraháni területen. Székhelye Nacsalovo.

## Népesség
- 1989-ben 38 575 lakosa volt.
- 2002-ben 38 649 lakosa volt.
- 2010-ben 43 647 lakosa volt, melyből 16 899 orosz, 13 303 tatár, 7 109 kazah, 1 802 türkmén, 1 143 nogaj, 1 099 cigány, 317 azeri, 261 örmény, 172 avar, 160 üzbég, 142 ukrán, 137 csecsen, 115 lezg, 78 dargin, 65 tabaszaran, 45 tadzsik, 43 mordvin, 38 német, 31 kumik, 30 baskír, 28 fehérorosz, 27 csuvas, 20 ingus, 18 grúz, 18 moldáv, 14 kalmük, 13 karakalpak, 13 oszét, 11 karacsáj, 10 koreai stb.